# Alella (vino)
Alella es una denominación de origen catalán situada al norte de Barcelona, en la comarca del Maresme, junto al mar Mediterráneo. A esta denominación pertenecen los municipios de Alella, Cabrils, Martorellas, el Masnou, Montgat, Premiá de Dalt, Premiá de Mar, San Fausto de Campcentellas, Vilasar de Dalt, Santa María de Martorellas de Arriba, Teyá, Tiana y Vallromanes.

## Entorno
El viñedo se asienta sobre terreno arenoso de origen granítico. Goza de un clima mediterráneo en la parte de la costa, siendo más continental hacia el interior. Tiene una temperatura media de 15º y unas precipitaciones anuales de 600 mm. La sierra litoral detiene el viento que proviene del mar y condensa la humedad. Se trata de una denominación muy pequeña, que históricamente proporcionó el vino que se vendía en la ciudad de Barcelona, pudiéndose señalar su apogeo en la década de los años 1880.

## Tipos de vino
Los vinos más característicos de esta denominación son los blancos, secos o dulces. La variedad más típica es la charelo o pansa blanca y la garnacha blanca; la pansa a menudo se mezcla con chardonnay o sauvignon blanc. Hace vino rosado fresco y ligero con garnacha, pansa rosada y merlot. Por último, hace un vino tinto afrutado y suave, siendo la cepa tinta más típica la tempranillo, aquí llamada ull de llebre (en catalán, literalmente, «ojo de liebre»).

## Bodegas
Las bodegas que producen vinos dentro la D.O. Alella son:
Bouquet d’Alella 
Celler Can Roda

Serralada de Marina

Alta Alella Privat

Celler de les Aus Archivado el 29 de julio de 2018 en Wayback Machine.
Alella Vinícola S.L.

Joaquim Batlle

Roura

Raventós d'Alella (antes Marques d'Alella) Archivado el 9 de noviembre de 2020 en Wayback Machine.